# Mesterholdenes Europa Cup i håndbold 1971-72 (kvinder)
Mesterholdenes Europa Cup i håndbold 1971-72 for kvinder var den 12. udgave af Mesterholdenes Europa Cup i håndbold for kvinder. Turneringen havde deltagelse af 16 klubhold, der var blevet nationale mestre sæsonen forinden, og blev afviklet som en cupturnering, hvor alle opgørene til og med semifinalerne blev afviklet over to kampe, hvor holdene mødtes både ude og hjemme. Finalen blev afviklet som én kamp på neutral bane.
Turneringen blev vundet af Spartak Kijev fra Sovjetunionen, som i finalen i Bratislava besejrede SC Leipzig fra Østtyskland med 12-8. Det var tredje sæson i træk, Spartak Kijev vandt turneringen.
Danmarks repræsentant i turneringen var de danske mestre fra Frederiksberg IF, som blev slået ud i 1/16-finalen, hvor holdet tabte med 13-14 over to kampe til Niloc fra Holland.

## Resultater

### Ottendedelsfinaler
| Dato   | Dato   | Hjemmehold i 1. kamp    | Udehold i 1. kamp     | Resultat | Resultat | Resultat |
| 1.kamp | 2.kamp | Hjemmehold i 1. kamp    | Udehold i 1. kamp     | Samlet   | 1.kamp   | 2.kamp   |
| ------ | ------ | ----------------------- | --------------------- | -------- | -------- | -------- |
| 10.1.  | ?      | RK SC Voždovac          | Spartak Kijev         | ?–?      | 09-13    | ?-?      |
| ?      | ?      | Plastika Nitra          | ?                     | ?–?      | ?-?      | ?-?      |
| ?      | ?      | Bakony Veszprém         | Start                 | ?–?      | 14-90    | ?-?      |
| ?      | 23.1.  | Frederiksberg IF        | Niloc                 | 13–14    | 7-7      | 6-7      |
| ?      | ?      | Kieler SV Holstein      | ?                     | ?–?      | ?-?      | ?-?      |
| ?      | ?      | Universitatea Bucureşti | Maccabi Ramat Gan     | 58–22    | 29-14    | 29-80    |
| ?.1.   | 30.1.  | Odeva Glogovec          | Union Admira Landhaus | 43–24    | 24-11    | 19-13    |
| ?      | ?      | SC Leipzig              | SK Freidig            | 38–21    | 19-11    | 19-10    |

### Kvartfinaler
| Dato   | Dato   | Hjemmehold i 1. kamp    | Udehold i 1. kamp  | Resultat | Resultat | Resultat |
| 1.kamp | 2.kamp | Hjemmehold i 1. kamp    | Udehold i 1. kamp  | Samlet   | 1.kamp   | 2.kamp   |
| ------ | ------ | ----------------------- | ------------------ | -------- | -------- | -------- |
| ?      | ?      | Spartak Kijev           | Plastika Nitra     | 23–14    | 15-80    | 8-6      |
| 27.2.  | 5.3.   | Niloc                   | Bakony Veszprém    | 14–15    | 11-90    | 3-6      |
| ?      | ?      | Universitatea Bucureşti | Kieler SV Holstein | 31–17    | 9-8      | 22-90    |
| 15.2.  | ?      | SC Leipzig              | Odeva Glogovec     | 49–27    | 24-10    | 25-17    |

### Semifinaler
| Dato   | Dato   | Hjemmehold i 1. kamp | Udehold i 1. kamp       | Resultat | Resultat | Resultat |
| 1.kamp | 2.kamp | Hjemmehold i 1. kamp | Udehold i 1. kamp       | Samlet   | 1.kamp   | 2.kamp   |
| ------ | ------ | -------------------- | ----------------------- | -------- | -------- | -------- |
| ?      | ?      | Spartak Kijev        | Bakony Veszprém         | 23–15    | 14-50    | 09-10    |
| ?      | ?      | SC Leipzig           | Universitatea Bucureşti | 31–24    | 16-80    | 15-16    |

### Finale
Finalen blev spillet i Bratislava.
| Dato  | Vinder        | Finalist   | Res. | Pause |
| ----- | ------------- | ---------- | ---- | ----- |
| 30.4. | Spartak Kijev | SC Leipzig | 12–8 | ?     |